# Scenopinus casuarinus
Scenopinus casuarinus är en tvåvingeart som beskrevs av Kelsey 1975. Scenopinus casuarinus ingår i släktet Scenopinus och familjen fönsterflugor.
Artens utbredningsområde är Northern Territory, Australien. Inga underarter finns listade i Catalogue of Life.